# تروور اسمیت
تروور اسمیت (به انگلیسی: Trevor Smith) بازیکن فوتبال زادهٔ ۱۳ آوریل ۱۹۳۶ اهل کشور انگلستان که سابقهٔ بازی در تیم ملی فوتبال انگلستان را در کارنامهٔ خود دارد. وی در تاریخ ۱۷ اکتبر ۱۹۵۹ نخستین بازی ملی خود را در مقابل تیم ملی فوتبال ولز انجام داد و با حضور در ۲ بازی ملی، در تاریخ ۲۸ اکتبر ۱۹۵۹ واپسین بازی ملی‌اش را در برابر تیم ملی فوتبال سوئد برگزار کرد.